# Die letzten Jahre der Kindheit
Die letzten Jahre der Kindheit är en tysk dramafilm från 1979 i regi av Norbert Kückelmann.

## Utmärkelser
Filmen vann Tyska filmpriset för bästa film 1980.

## Rollista i urval
- Gerhard Gundel - Martin Sonntag
- Dieter Mustafoff - Martins bror
- Lissy Zimmermann - Sonja
- Leopoldine Schwankel - Martins mor

- Karl Obermayr - Martins far
- Ernst Hannawald - Capo
- Wilfried Klaus - dr Haering